# Lijst van onderscheidingen van Haile Selassie
Keizer Haile Selassie (1892 - 1975) bezat de volgende onderscheidingen.
|     | rang                                                                    | orde | land                          | datum                                              |
| --- | ----------------------------------------------------------------------- | --- | ----------------------------- | -------------------------------------------------- |
| 1   | Negus (Ridder Grootkruis)                                               | Orde van de Ster van Ethiopië                                                                           | Keizerrijk Ethiopië           | 1909                                               |
| 2   | Ridder                                                                  | Orde van Salomo                                                                                         | Keizerrijk Ethiopië           | 1930                                               |
| 3   | Grote Keten                                                             | Orde van het Zegel van Salomo                                                                           | Keizerrijk Ethiopië           | 30 oktober 1930                                    |
| 4   | Grootlint                                                               | Orde van de Koningin van Sheba                                                                          | Keizerrijk Ethiopië           | 11 december 1917                                   |
| 5   | Ridder Grootkruis                                                       | Orde van de Heilige Drie-eenheid                                                                        | Keizerrijk Ethiopië           | 1930                                               |
| 6   | Ridder Grootkruis                                                       | Orde van Keizer Menelik II                                                                              | Keizerrijk Ethiopië           | 1924                                               |
| 7   |                                                                         | Military Medal of Merit of the Order of St.George met 3 Palmen                                          | Keizerrijk Ethiopië           | 1923                                               |
| 8   |                                                                         | Distinguished Military Medal of Haile Selassie I met 3 Palmen                                           | Keizerrijk Ethiopië           | 1936 - 1941                                        |
| 9   |                                                                         | Medal for Military Merit in goud                                                                        | Keizerrijk Ethiopië           | 1936                                               |
| 10  |                                                                         | Tigre Expedition Medal in zilver met 2 Palmen                                                           | Keizerrijk Ethiopië           | Rond 1936                                          |
| 11  |                                                                         | Medal for Patriotism met 5 Palmen                                                                       | Keizerrijk Ethiopië           | 1944                                               |
| 12  |                                                                         | "Dil-Kokeb" The Star of Victory 1941                                                                    | Keizerrijk Ethiopië           | 1941                                               |
| 13  |                                                                         | Eritrean Medal of Haile Selassie I                                                                      | Keizerrijk Ethiopië           | 1953 - 1952                                        |
| 14  |                                                                         | Medal for Underground Patriotism 1941 met 5 Palmen                                                      | Keizerrijk Ethiopië           | 1941 - 1944                                        |
| 15  |                                                                         | Coronation Medal of Emperor Haile Selassie I                                                            | Keizerrijk Ethiopië           | 1930                                               |
| 16  |                                                                         | Imperial Jubilee Coronation Medal                                                                       | Keizerrijk Ethiopië           | 1955                                               |
| 17  |                                                                         | The Refugee's Medal (for war exiles) met 5 Palmen (Also known as Medal for War Exilles)                 | Keizerrijk Ethiopië           | 1944                                               |
| 18  |                                                                         | Restoration Medal                                                                                       | Keizerrijk Ethiopië           | 1957                                               |
| 19  | Eerste Klasse                                                           | "Memihiran" Scholarship Medal (also known as Teachers Medal)                                            | Keizerrijk Ethiopië           | 1959                                               |
| 20  |                                                                         | Commemorative Medal for the Korean War                                                                  | Keizerrijk Ethiopië           | 1951 - 1959                                        |
| 21  |                                                                         | 25th Anniversaire Medal of the Victory of 1941                                                          | Keizerrijk Ethiopië           | 5 mei 1966                                         |
| 22  | Grootkruis                                                              | Orde van de Bevrijder San Martin                                                                        | Argentinië                    | 1970                                               |
| 23  | Grootkruis                                                              | Leopoldsorde (Militaire Divisie)                                                                        | België                        | 22 mei 1924                                        |
| 24  |                                                                         | Military Medal 1940-1945                                                                                | België                        | 17 juli 1959                                       |
| 25  | Grootkruis                                                              | Nationale Orde van Dahomey                                                                              | Benin                         | 1965 - 1966                                        |
| 26  | Agga Maha Thiri Thudhamma (Grootcommandeur)                             | Orde van Thingaha                                                                                       | Birma                         | 1958                                               |
| 27  | Commandeur                                                              | Orde van het Schild en Speren                                                                           | Boeganda                      | 17 juni 1964                                       |
| 28  | Grootkruis                                                              | Nationale Orde van de Condor van de Andes                                                               | Bolivia                       | 1966                                               |
| 29  | Bijzondere Klasse                                                       | Orde van het Zuiderkruis                                                                                | Brazilië                      | 4 juli 1958                                        |
| 30  | Grootkruis                                                              | Orde van de Republiek                                                                                   | Burundi                       | 1968 - 1970                                        |
| 31  | Grote Ordeketen                                                         | Nationale Orde van Onafhankelijkheid                                                                    | Cambodja                      | 1965 - 1966                                        |
| 32  | Grootkruis                                                              | Orde van Verdienste                                                                                     | Centraal-Afrikaanse Republiek | 1968 - 1970                                        |
| 33  | Grootkruis - Keten?                                                     | Orde van Verdienste                                                                                     | Chili                         | 1966                                               |
| 34  | Speciaal Grootlint                                                      | Orde van de Gunstige Wolken                                                                             | China                         |                                                    |
| 35  | Grootlint? - Grootkruis met Keten                                       | Orde van de Luipaard                                                                                    | Congo-Kinshasa                | 1968 - 1970                                        |
| 36  | Grootkruis                                                              | Congolese Orde van Verdienste                                                                           | Congo-Kinshasa                | 1968 - 1970                                        |
| 37  | Ridder                                                                  | Orde van de Olifant                                                                                     | Denemarken                    | 21 november 1954                                   |
| 38  | Bijzonder Grootkruis                                                    | Orde van Verdienste van de Bondsrepubliek Duitsland                                                     | Duitsland                     | 6 november 1954                                    |
| 39  | Grootlint                                                               | Orde van Mohammed Ali                                                                                   | Koninkrijk Egypte             | 3 mei 1924                                         |
| 40  | Keten                                                                   | Orde van Mohammed Ali                                                                                   | Koninkrijk Egypte             | 3 oktober 1930                                     |
| 41  | Grootlint                                                               | Orde van de Nijl                                                                                        | Koninkrijk Egypte             | 22 mei 1963                                        |
| 42  | Raja (Keten)                                                            | Orde van Sikatuna                                                                                       | Filipijnen                    | 1958                                               |
| 43  | Grootkruis met Keten                                                    | Orde van de Witte Roos                                                                                  | Finland                       | 1949                                               |
| 44  | Grootkruis                                                              | Legioen van Eer                                                                                         | Frankrijk                     | 16 mei 1924                                        |
| 45  | Grootofficier                                                           | Legioen van Eer                                                                                         | Frankrijk                     | 1918                                               |
| 46  |                                                                         | Croix de guerre 1939-1945 met bronzen Palm                                                              | Frankrijk                     | 1945 - 1954                                        |
| 47  |                                                                         | Médaille militaire                                                                                      | Frankrijk                     | 28 oktober 1954                                    |
| 48  | Grootkruis                                                              | Orde van de Equatoriale Ster                                                                            | Gabon                         | 1968 - 1970                                        |
| 49  | Eerste Klasse                                                           | Orde van de Ster van Ghana                                                                              | Ghana                         | 1970                                               |
| 50  | Grootkruis                                                              | Orde van de Verlosser                                                                                   | Koninkrijk Griekenland        | 19 augustus 1924                                   |
| 51  | Eerste Klasse                                                           | Medaille voor Militaire Verdienste                                                                      | Koninkrijk Griekenland        |                                                    |
| 52  | Grootlint                                                               | Nationale Orde                                                                                          | Guinee                        | 1968 - 1970                                        |
| 53  | Grootkruis                                                              | Orde van Eer en Verdienste                                                                              | Haïti                         | 24 februari 1966- 24 april 1966                    |
| 54  |                                                                         | Orde van Jean Jacques Dessalines                                                                        | Haïti                         | 1966                                               |
| 55  | Eerste Klasse met Diamanten                                             | Orde van de Vlag van de Volksrepubliek Hongarije                                                        | Hongarije                     | 1964                                               |
| 56  | Eerste Klasse                                                           | Orde van de Grote Ster van de Republiek Indonesië                                                       | Indonesië                     | 1958                                               |
| 57  | Ridder Grootkruis                                                       | Orde van de Italiaanse Kroon                                                                            | Koninkrijk Italië             | 1917                                               |
| 58  | Grootkruis                                                              | Orde van Sint-Mauritius en Sint-Lazarus                                                                 | Koninkrijk Italië             | 18 mei 1924                                        |
| 60  | Ridder                                                                  | Hoogste Orde van de Aankondiging                                                                        | Koninkrijk Italië             | 1928                                               |
| 61  | Grootkruis met Keten                                                    | Orde van Verdienste                                                                                     | Italië                        | 21 oktober 1955                                    |
| 62  | Lid met de Keten                                                        | Orde van de Hashimiten                                                                                  | Koninkrijk Irak               | 1950                                               |
| 63  | Keten                                                                   | Orde van Pahlavi                                                                                        | Koninkrijk Irak               | 14 september 1964                                  |
| 64  | Eerste Klasse                                                           | Orde van de Twee Rivieren                                                                               | Koninkrijk Irak               | 1970                                               |
| 65  | Keten                                                                   | Orde van Pahlavi                                                                                        | Keizerrijk Iran               | 14 september 1964                                  |
| 66  |                                                                         | Herinneringsmedaille ter gelegenheid van de Kroning van de Sjah van Iran in 1967                        | Keizerrijk Iran               | 26 oktober 1967                                    |
| 67  |                                                                         | Herinneringsmedaille ter gelegenheid van het 25e Eeuwfeest van de Stichting van het Keizerrijk Iran     | Keizerrijk Iran               | 14 oktober 1971 - 16 juli 1957                     |
| 68  | Grootkruis                                                              | Nationale Orde                                                                                          | Ivoorkust                     | 1963                                               |
| 69  | Grootlint                                                               | Opperste Chrysanthemumorde                                                                              | Japan                         | 30 oktober 1930                                    |
| 70  | Keten                                                                   | Opperste Chrysanthemumorde                                                                              | Japan                         | 19 november 1956                                   |
| 71  | Grote Joegoslavische Ster                                               | Orde van de Grote Joegoslavische Ster                                                                   | Joegoslavië                   | 21 juli 1954                                       |
| 72  | Keten                                                                   | Orde van Hoessein ibn Ali                                                                               | Jordanië                      | 1950- 1960                                         |
| 73  | Grootkruis                                                              | Orde van Moed                                                                                           | Kameroen                      | 1968 - 1970                                        |
| 74  | Chief                                                                   | Orde van Gouden Hart van Kenia                                                                          | Kenia                         | 1966                                               |
| 75  | Bijzondere Klasse                                                       | Orde van Verdienste                                                                                     | Libanon                       | 15 april 1950                                      |
| 76  | Grootkruis                                                              | Orde van de Pioniers van Liberia                                                                        | Liberia                       | 1963                                               |
| 77  | Keten                                                                   | Orde van Idris I                                                                                        | Libië                         | 1956                                               |
| 78  | Ridder                                                                  | Huisorde van de Gouden Leeuw van Nassau                                                                 | Groothertogdom Luxemburg      | 25 mei 1924                                        |
| 79  | Grootcommandeur                                                         | Malagassische Orde van Verdienste                                                                       | Malagassische Republiek       | 1968 - 1970                                        |
| 80  | Ridder                                                                  | Orde van de Kroon van het Rijk                                                                          | Maleisië                      | 16 augustus 1958                                   |
| 81  | Grootkruis met Keten                                                    | Orde van Mali                                                                                           | Mali                          | 1963                                               |
| 82  | Grootkruis                                                              | Orde van de Leeuw                                                                                       | Malawi                        | 1968 - 1970                                        |
| 83  | Bijzondere Klasse                                                       | Orde van Mohammedi                                                                                      | Marokko                       | 1962                                               |
| 84  | Grootlint                                                               | Nationale Orde                                                                                          | Mauritanië                    | 1968 - 1970                                        |
| 85  | Keten                                                                   | Orde van de Azteekse Adelaar                                                                            | Mexico                        | 1954                                               |
| 86  | Ridder Grootkruis                                                       | Militaire Willems-Orde                                                                                  | Nederland                     | 3 november 1954                                    |
| 87  | Grootkruis                                                              | Orde van de Nederlandse Leeuw                                                                           | Nederland                     | 7 oktober 1930                                     |
| 88  | Grootkruis                                                              | Nationale Orde                                                                                          | Niger                         | 1963                                               |
| 89  | Grootcommandeur                                                         | Orde van de Federatie                                                                                   | Nigeria                       | 1963                                               |
| 90  | Grootkruis met Keten                                                    | Orde van Sint-Olaf                                                                                      | Noorwegen                     | 22 maart 1945 - 22 maart 1949                      |
| 91  | Grootcommandeur                                                         | Orde van de Bron van de Nijl                                                                            | Oeganda                       | 1972                                               |
| 92  | Grootlint? - Grootkruis                                                 | Nationale Orde                                                                                          | Republiek Opper-Volta         | 1963                                               |
| 93  | Grote Ster van het Ereteken van Verdienste voor de Republiek Oostenrijk | Ereteken van Verdienste voor de Republiek Oostenrijk                                                    | Oostenrijk                    | 1954                                               |
| 94  | Halve Maan van Pakistan (Hilal-e-Pakistan)                              | Nishan-e-Pakistan                                                                                       | Pakistan                      | 1958                                               |
| 95  | Grootkruis                                                              | Peruviaanse Orde van de Zon                                                                             | Peru                          | 1966                                               |
| 95  | Ridder                                                                  | Orde van de Witte Adelaar                                                                               | Polen                         | 30 oktober 1930                                    |
| 96  | Grootkruis                                                              | Orde Polonia Restituta                                                                                  | Polen                         | 30 oktober 1930- 1967                              |
| 97  | Grootkruis                                                              | Orde van Aviz                                                                                           | Portugal                      | 1924                                               |
| 98  | Grote Keten                                                             | Militaire Orde van de Toren en het Zwaard                                                               | Portugal                      | 28 oktober 1925                                    |
| 99  |                                                                         | Lint van de Drie Orden                                                                                  | Portugal                      | 31 augustus 1959                                   |
| 100 |                                                                         | Orde van de Ster van Roemenië                                                                           | Roemenië                      | 1964                                               |
| 101 | Grootlint                                                               | Orde van Abdoel Aziz al Saoed                                                                           | Saoedi-Arabië                 | 1971 - 16 juli 1957                                |
| 102 | Grootkruis                                                              | Nationale Orde van de Leeuw                                                                             | Senegal                       | 1963                                               |
| 103 |                                                                         | The Insignia of Honour                                                                                  | Soedan                        | 1970                                               |
| 104 | Grootlint                                                               | Orde van de Somalische Ster                                                                             | Somalië                       | 1960                                               |
| 105 | Eerste Klasse                                                           | Orde van Soevorov                                                                                       | Sovjet-Unie                   | 18 augustus 1959                                   |
| 106 | Ridder Grootkruis met Keten                                             | Orde van Karel III                                                                                      | Spanje                        | 27 april 1971                                      |
| 107 | Grootlint                                                               | Orde van Omayyad                                                                                        | Syrië                         | 1950                                               |
| 108 | Ridder                                                                  | Orde van het Koninklijk Huis van Chakri                                                                 | Thailand                      | 1958                                               |
| 109 | Grootkruis                                                              | Nationale Orde                                                                                          | Tsjaad                        | 1963 - 1958                                        |
| 110 | Grootcommandeur- Grootkruis?                                            | Orde van de Mono                                                                                        | Togo                          | 1963                                               |
| 111 | Ster der Eerste Klasse                                                  | Militaire Orde van de Witte Leeuw voor de Overwinning (Militaire Divisie)                               | Tsjechoslowakije              | 16 juli 1959                                       |
| 112 | Keten                                                                   | Orde van Onafhankelijkheid                                                                              | Tunesië                       | 1964                                               |
| 113 | Ridder Grootkruis                                                       | Orde van Pius                                                                                           | Vaticaanstad                  | 1970                                               |
| 114 | Grootkruis met Keten                                                    | Orde van de Bevrijder                                                                                   | Venezuela                     | 1966                                               |
| 115 | Ridder Grootkruis                                                       | Orde van Sint-Michaël en Sint-George                                                                    | Verenigd Koninkrijk           | 24 april 1917                                      |
| 116 | Ridder Grootkruis                                                       | Orde van het Bad                                                                                        | Verenigd Koninkrijk           | 8 juli 1924                                        |
| 117 | Ridder Grootkruis                                                       | Koninklijke Orde van Victoria                                                                           | Verenigd Koninkrijk           | 2 november 1930                                    |
| 118 |                                                                         | Koninklijke Victoriaanse Keten                                                                          | Verenigd Koninkrijk           | 2 november 1930 - 30 oktober 1930- 13 januari 1931 |
| 119 |                                                                         | Herinneringsmedaille ter gelegenheid van de kroning van H.M. Koningin Elizabeth II van Groot-Brittannië | Verenigd Koninkrijk           | 2 juni 1953                                        |
| 120 | Ridder                                                                  | Orde van de Kousenband                                                                                  | Verenigd Koninkrijk           | 14 oktober 1954                                    |
| 121 | Chief Commander                                                         | Legioen van Verdienste                                                                                  | Verenigde Staten              | 1945                                               |
| 122 | Grootcommandeur                                                         | Orde van de Adelaar van Zambia                                                                          | Zambia                        | 1968 - 1970                                        |
| 123 | Eerste Klasse                                                           | Orde van Verdienste van de Nationale Opbouw                                                             | Zuid-Korea                    | 1956                                               |
| 124 |                                                                         | Koreaanse Oorlogsmedaille                                                                               | Zuid-Korea                    | 1959                                               |
| 125 | Grootkruis                                                              | Nationale Orde van Vietnam                                                                              | Zuid-Vietnam                  | 1958                                               |
| 126 | Ridder                                                                  | Orde van de Serafijnen                                                                                  | Koninkrijk Zweden             | 10 juni 1924                                       |
| 127 | Keten                                                                   | Orde van de Serafijnen                                                                                  | Koninkrijk Zweden             | 15 november 1954                                   |